# Bob-Weltmeisterschaft 1970
Die 27. Bob-Weltmeisterschaft fand 1970 bereits zum 11. Mal in St. Moritz in der Schweiz statt.

## Männer

### Zweierbob
| Platz | Land | Sportler                             | Zeit |
| ----- | ---- | ------------------------------------ | ---- |
| 1     | FRG  | Horst Floth Pepi Bader               |      |
| 2     | FRG  | Wolfgang Zimmerer Peter Utzschneider |      |
| 3     | SUI  | Gion Caviezel Hans Candrian          |      |

4. Italien II (Vicario/Carlesso)
5. Italien I (De Zordo/Frassinelli)
6. Rumänien I (Panturu/Zangor)
9. Schweiz II (Stadler/Schärer)
Die Schweiz gewann ihre ersten Medaillen seit 1960.

### Viererbob
| Platz | Land | Sportler                                                          | Zeit |
| ----- | ---- | ----------------------------------------------------------------- | ---- |
| 1     | ITA  | Nevio De Zordo Roberto Zandonella Mario Armano Luciano De Paolis  |      |
| 2     | FRG  | Wolfgang Zimmerer Walter Steinbauer Pepi Bader Peter Utzschneider |      |
| 3     | SUI  | René Stadler Hans Candrian Max Forster Peter Schärer              |      |

4. Schweiz I (Jean Wicki/Walter Weiersmüller/Willi Hofmann/Walter Graf)
5. Italien II
6. Deutschland II
7. Rumänien (Panturu)
8. Österreich I (Dellekarth)
9. Spanien I (Baturone)
10. Österreich II (Kaltenberger)

## Medaillenspiegel
| Platz | Land           | Gold | Silber | Bronze | Gesamt |
| ----- | -------------- | ---- | ------ | ------ | ------ |
| 1     | BR Deutschland | 1    | 2      | 0      | 3      |
| 2     | Italien        | 1    | 0      | 0      | 1      |
| 3     | Schweiz        | 0    | 0      | 2      | 2      |